# Weinheim
Weinheim je velké okresní město ve spolkové zemi Bádensko-Württembersko. Leží na severu spolkové země v zemském okrese Rýn-Neckar ve vládním obvodu Karlsruhe. Město se rozkládá na západním úpatí pohoří Odenwald a v bádenské části Hornorýnské nížiny. Leží na trase mezi Heidelbergem a Frankfurtem nad Mohanem ve vzdálenosti asi 15 km severovýchodně od Mannheimu. Město má kromě historického jádra také dvě dominanty – zříceninu hradu Windeck a spolkový dům (Korporationshaus) Wachenburg, díky kterým získalo přídomek „město dvou hradů“. V městském jádru a dalších deseti městských částech žije kolem 43 tisíc obyvatel.
Weinheimský zámek, který býval majetkem falckých kurfiřtů, je v současné době sídlem městského úřadu.